# ラリー・ハグマン
ラリー・ハグマン（Larry Hagman、1931年9月21日 - 2012年11月23日）は、アメリカ合衆国の映画およびテレビ俳優、監督、プロデューサー。女優メアリー・マーティンの息子である。1978年から1991年にかけてプライムタイムに放送されたソープオペラ『ダラス』の冷酷非情な石油王J.R.・ユーイング役、1965年から1970年にかけて放送されたシットコム『かわいい魔女ジニー』のジニーに振り回される宇宙飛行士アンソニー・ネルソン少佐役で知られる。『未知への飛行』、『ハリーとトント』、『S.O.B.』、『ニクソン』、『パーフェクト・カップル』など多くの映画で助演もこなしていた。1950年代後半から2012年に亡くなるまで、多くのテレビ番組にゲスト出演しており、2012年版『ダラス (2012年のテレビドラマ)』でハグマンにとって代表的な役柄であるJ.R.・ユーイング役を再演した。テレビにおいてプロデューサーおよびディレクターとしても活躍した。1995年、命に係わる肝移植を受けた。2012年11月23日、急性骨髄性白血病の合併症で亡くなった。

## 来歴
テキサス州フォートワース出身。父親はスウェーデン系の弁護士、母親は後にブロードウェイでミュージカル女優として活躍したメアリー・マーティン。5歳の時に両親が離婚したため、彼はカリフォルニア州とテキサス州の祖母のもとで暮らした。
バード大学卒業。朝鮮戦争中は軍に入隊、のちロンドンに配属され、1956年に除隊。除隊後、ニューヨークに渡り、ブロードウェイに出演する。その後テレビドラマから出演の幅を広げていき、1965年に放映が開始されたコメディー・ドラマ『かわいい魔女ジニー』で魔女に翻弄される宇宙飛行士トニー役を演じ、人気を博した。さらに、1978年からスタートした『ダラス』で冷酷非情な野心家の主人公ジョン・ロス (J・R) ・ユーイングを演じて、その人気を不動のものにする。その続編シリーズにも出演した。
ハリウッド・ウォーク・オブ・フェームに名前が刻まれている。
1992年に肝硬変と診断され、長年にわたる大量の飲酒を明らかにしていた。1995年には悪性腫瘍が肝臓に見つかり、臓器移植を受けた。 
政治的にはリベラルな立場で、1960年代から平和自由党の支持者だった。また、同じテキサス州出身のジョージ・W・ブッシュ大統領を「あまり良い教育を受けていない哀れな人物」、「アメリカをファシズムに導こうとしている」などと全く評価していなかった。
2012年11月23日、咽頭癌による合併症のため死去。81歳。「ニューヨーク・タイムズ」は彼を『ダラス』で演じたJ・R・ユーイング役に因み、「テレビで最も愛された悪役の一人」と追悼した。

## 『ダラス』

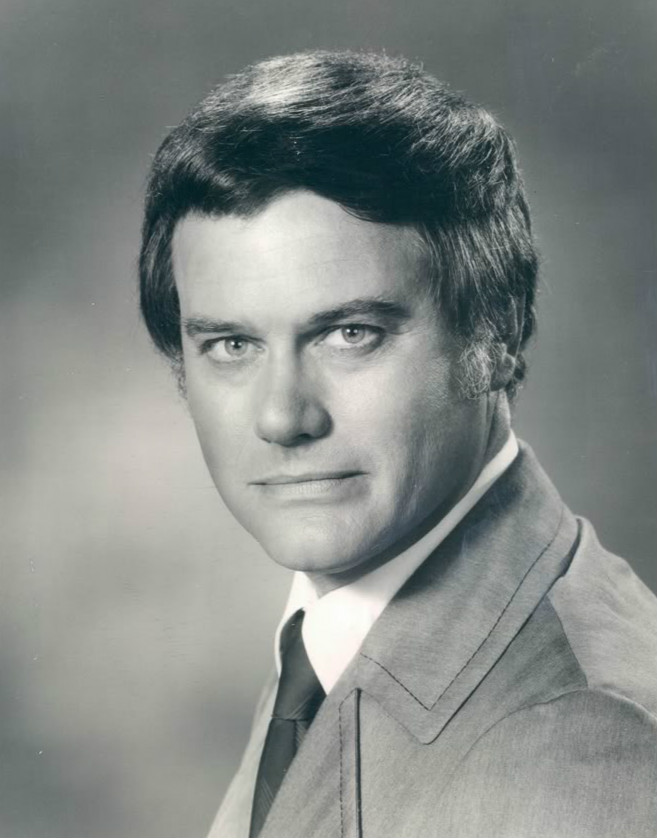
1973年

1978年、『The Waverly Wonders』と、ユーイング家の長男で狡猾なビジネスマンのJ.R.役となる『ダラス』の2つの番組からオファーを受けた。妻の薦めで『ダラス』の脚本を読み、自分に合っていると感じた。若かりし頃に勤務したアンテロープ・ツール・カンパニーの後継者争いで長男が勝利した記憶から役作りを行なった。
『ダラス』は90ヶ国で放送され世界中で成功を収め、特にイギリスでヒットし、イギリス王室の人々も好んで視聴するほどであり、複数のスピンオフもヒットした。当時、ハグマンは最も知られるテレビ俳優の1人となった。プロデューサーらはJ.R.の家族の愛憎劇を最大限に表現しようと、1980年3月21日のシーズン3最終回「A House Divided」において、クリフハンガーとしてJ.R.が何者かに撃たれて世界中に「Who shot J.R.?(誰がJ.R.を撃ったのか)」現象を巻き起こすなど最高潮に達した。
1980年11月7日にシーズン4が開始し、視聴者だけでなく出演者たちも誰がJ.R.を撃ったのかを推理するなど、フィクションのドラマで最も議論された番組の1つとなった。メディアも騒ぎ立て、ハグマンは契約交渉の渦中にありシーズン4の撮影への復帰が遅れた。より高い出演料を希望し、1話目は最後の数分のみの出演となった。プロデューサーらはハグマンの出演料を大幅に上げるべきか、J.R.の出番をなくすか迷った。制作のロリマー・プロダクションズはハグマンなしの撮影を開始した。交渉中の7月、ハグマンは家族を連れてロンドンへ休暇に向かった。ハグマンは要求を通すために交渉を続け、局の上層部はJ.R.が『ダラス』に必要だと認めた。これにより最も出演料の高いテレビ俳優の1人となった。シーズン4開始当初、脚本家らはJ.R.を撃ったのが実際に誰かわかるまで出演者たちにあらすじを明かさないよう緘口令が敷かれ、1980年11月21日、犯人が明らかになり、視聴率は最高記録となった。
1980年および1981年、J.R.・ユーイングを演じたハグマンはエミー賞主演男優賞にノミネートされたが、受賞はできなかった。1981年から1985年の間に4回、ゴールデングローブ賞にノミネートされた。ソープオペラ・ダイジェスト賞において悪役賞、主演男優賞、カップル賞、コミカル俳優賞で計7回ノミネートされ、5回受賞した。1981年、ダラスで行なわれたアカデミー・オブ・アチーブメントのアチーブメント・サミットでアカデミー会員のレイ・リー・ハントからゴールデンプレート賞を受賞した。
シーズン6終盤の1983年3月、ミス・エリ―役のバーバラ・ベル・ゲデスが冠動脈大動脈バイパス移植術を受けたことで契約上問題となり、1984年、降板した。この時ハグマンは実の母である女優のメアリー・マーティンにミス・エリ―役の後継を提案したがマーティンはこれを断った。1984年から1985年のシーズン8のみの短期間、ドナ・リードがミス・エリ―役を演じた。1985年のシーズン9でベル・ゲデスは体調が回復し復帰した。
1991年のシーズン14終盤までに視聴率は下降し、CBSは『ダラス』の打ち切りを決めた。ハグマンは出演者で唯一全357エピソードに出演した。1980年代初頭、スピンオフの『Knots Landing』にも5回ゲスト出演した。『ダラス』最終回から数年後、その後を描いたテレビ映画で1996年の『J.R. Returns』、1998年の『War of the Ewings』に出演した。2012年初頭、TNT『ダラス (2012年のテレビドラマ)』でJ.R.・ユーイング役を再演した。2011年、2012年版撮影中、ハグマンは「もちろん悪役を演じるのは楽しい」と語った。2012年にハグマンが亡くなり、新版『ダラス』シーズン2でJ.R.も亡くなったことになった。2014年のシーズン3にて、ハグマン出演の未公開映像はストーリー・アークとして使用された。

## 共演者との交友関係
『かわいい魔女ジニー』で相手役となるジーニー役、『ダラス』でリアン・デラ・ヴェガ役を演じたバーバラ・イーデンとは長年の友人であり、「ラリーはこれまで共演した俳優の中でも最も知的な俳優の1人。役柄以上に演じ切る。他の俳優と共演してもかみ合わない。さらにラリーは私とは違いビジネスに長けている」と語った。オーストラリアのニュース10でのインタビューにおいて、イーデンは『かわいい魔女ジニー』での共演について「タイミングが良く、説明しづらいが素晴らしかった」と語った。
『ダラス』でスー・エレン役を演じたリンダ・グレイはハグマンについて「35年来の親友」とし、グレイのエージェントがBBCに語ったところによると、グレイはハグマンが亡くなる病床のそばにいた。ハグマンの死に際し「彼は人生におけるハーメルンの笛吹き男であり、彼の知り合い全てに喜びを与えてくれる。創造力に富み、寛大で、才能があり、楽しく、愛すべき人物で、亡くなったことは非常に寂しい。唯一無二の存在で、天寿を全うした」と声明を出した。
『ダラス』でボビー・ユーイング役を演じたパトリック・ダフィもハグマンの亡くなる病床のそばにいた。ハグマンの死に際し「金曜日、私は私の人生に多大な影響を与えてくれた大親友の1人を失った。寂しさだけが問題だ。ラリーの穏やかさや心地よさが自分にはいつも大事だった。彼は障害を乗り越えようと、友人のためにも戦った。私は彼の友情に敬意を表する」と語った。

## 主な出演作品

### 映画
| 公開年 | 邦題 原題                                           | 役名                       | 備考                         |
| ------ | --------------------------------------------------- | -------------------------- | ---------------------------- |
| 1964   | ミスタア・パルバー Ensign Pulver                    | ビリングス                 |                              |
| 1964   | 未知への飛行 Fail-Safe                              | バック                     |                              |
| 1965   | 危険な道 In Harm's Way                              | クライン中尉               |                              |
| 1966   | グループ The Group                                  | ハラルド・ピーターソン     |                              |
| 1971   | さすらいのカウボーイ The Hired Hand                 | 保安官                     | テレビ版のみ、クレジットなし |
| 1971   | 大統領のスキャンダル The Vanished                   | ジェリー・フライターク     | テレビ映画                   |
| 1971   | 悪魔のエイリアン Beware! The Blob                   | ヤング・ホーボー           | 兼監督                       |
| 1974   | ハリーとトント Harry and Tonto                      | エディ                     |                              |
| 1975   | 青い渇き Sarah T. - Portrait of a Teenage Alcoholic | ジェリー・トラヴィス       | テレビ映画                   |
| 1976   | 弾丸特急ジェット・バス The Big Bus                  | 医師                       |                              |
| 1976   | 鷲は舞いおりた The Eagle Has Landed                 | クラレンス・Ｅ・ピッツ大佐 |                              |
| 1976   | 走れ走れ!救急車! Mother, Jugs & Speed               | マードック                 |                              |
| 1976   | アドベンチャー・ラリー Checkered Flag or Crash      | ボー・コクラン             |                              |
| 1978   | スーパーマン Superman                               | 市長                       | カメオ出演                   |
| 1981   | S.O.B.                                              | ディック・ベンソン         |                              |
| 1982   | 戦うヘリコプター Deadly Encounter                   | サム                       | テレビ映画                   |
| 1995   | ニクソン Nixon                                      | ジャック・ジョーンズ       |                              |
| 1996   | ダラス/J.R.リターンズ Dallas: J.R. Returns          | J・R・ユーイング           | テレビ映画                   |
| 1997   | 第三双生児 The Third Twin                           | ベリントン・ジョーンズ     | テレビ映画                   |
| 1998   | パーフェクト・カップル Primary Colors               | フレッド・ピッカー知事     |                              |
| 1998   | ダラス/新たなる野望 Dallas: War of the Ewings       | J・R・ユーイング           | テレビ映画                   |

### テレビドラマ
| 公開年    | 邦題 原題                                 | 役名                             | 備考                           |
| --------- | ----------------------------------------- | -------------------------------- | ------------------------------ |
| 1965-1970 | かわいい魔女ジニー I Dreamed of Jeannie   | アンソニー“トニー”・ネルソン少佐 | レギュラー出演 、139エピソード |
| 1971      | 底抜けおとぼけ運転手 Good Life            | アルバート・ミラー               | 主演、15エピソード             |
| 1978-1991 | ダラス Dallas                             | J・R・ユーイング                 | 主演、357エピソード            |
| 2006      | NIP/TUCK マイアミ整形外科医 Nip/Tuck      | バート・ランドー                 | 5エピソード                    |
| 2011      | デスパレートな妻たち Desperate Housewives | フランク・カミンスキー           | 2エピソード                    |
| 2012-2013 | ダラス Dallas                             | J・R・ユーイング                 | 12エピソード                   |